# Casarabonela
Casarabonela település Spanyolországban, Málaga tartományban. Casarabonela Álora, Alozaina, Pizarra, Cártama, Coín, Yunquera, El Burgo, Ardales és Carratraca községekkel határos. Lakosainak száma 2758 fő (2024).

## Népesség
A település népessége az elmúlt években az alábbi módon változott:
| Lakosok száma | 2507 | 2491 | 2769 | 2748 | 2726 | 2592 | 2550 | 2502 | 2524 | 2758 |
|               | 2001 | 2004 | 2007 | 2009 | 2012 | 2014 | 2017 | 2019 | 2022 | 2024 |